# Daniel Filho
João Carlos Daniel Filho (Río de Janeiro, Brasil, 30 de septiembre de 1937), más conocido como Daniel Filho, es un actor, director, guionista y productor brasileño.

## Biografía
Hijo de los actores Joan Daniel Ferrer y María Irma López, nació el 30 de septiembre de 1937 en la ciudad brasileña de Río de Janeiro. Comenzó su carrera teatral en 1952 y pocos años después debutó en el cine al participar de figurante en películas como Colégio de Brotos (1955) o Fuzileiro do Amor (1956). Sus trabajos en televisión durante los años 1960 le sirvieron para adquirir un mayor reconocimiento. Durante esta misma década comenzó a trabajar como director, productor y guionista, tanto en cine como en televisión. Ha ganado varios premios de la Asociación Paulista de Críticos de Arte.
Estuvo casado con Dorinha Duval, con quien tuvo una hija, la actriz Carla Daniel; posteriormente se casó con Betty Faria, con quien tuvo a João de Faria Daniel; en terceras nupcias con Márcia Couto, de quien se separó a fines de 2008. En 2009 se casó con la cantante Olivia Byington.